# هکنمونشتر
هکنمونشتر (به آلمانی: Heckenmünster) یک شهر در آلمان است که در برنکاستل-ویتلیش واقع شده‌است. هکنمونشتر ۱۰۹ نفر جمعیت دارد.